# Cantón de Annecy-1
El cantón de Annecy-1 (en francés canton d'Annecy-1) es una circunscripción electoral francesa situada en el departamento de Alta Saboya y la región de Auvernia-Ródano-Alpes.
Fue creado por el decreto n.º 2014-153 del 13 de febrero de 2014 que entró en vigor en el momento de la renovación general de asamblearios departamentales en marzo de 2015.

## Composición
El cantón está formado por una fracción de Annecy y ocho comunas:
- Choisy
- La Balme-de-Sillingy
- Lovagny
- Mésigny
- Nonglard
- Poisy
- Sallenôves
- Sillingy